# كنيسة القديسة كاترينا (بيت لحم)

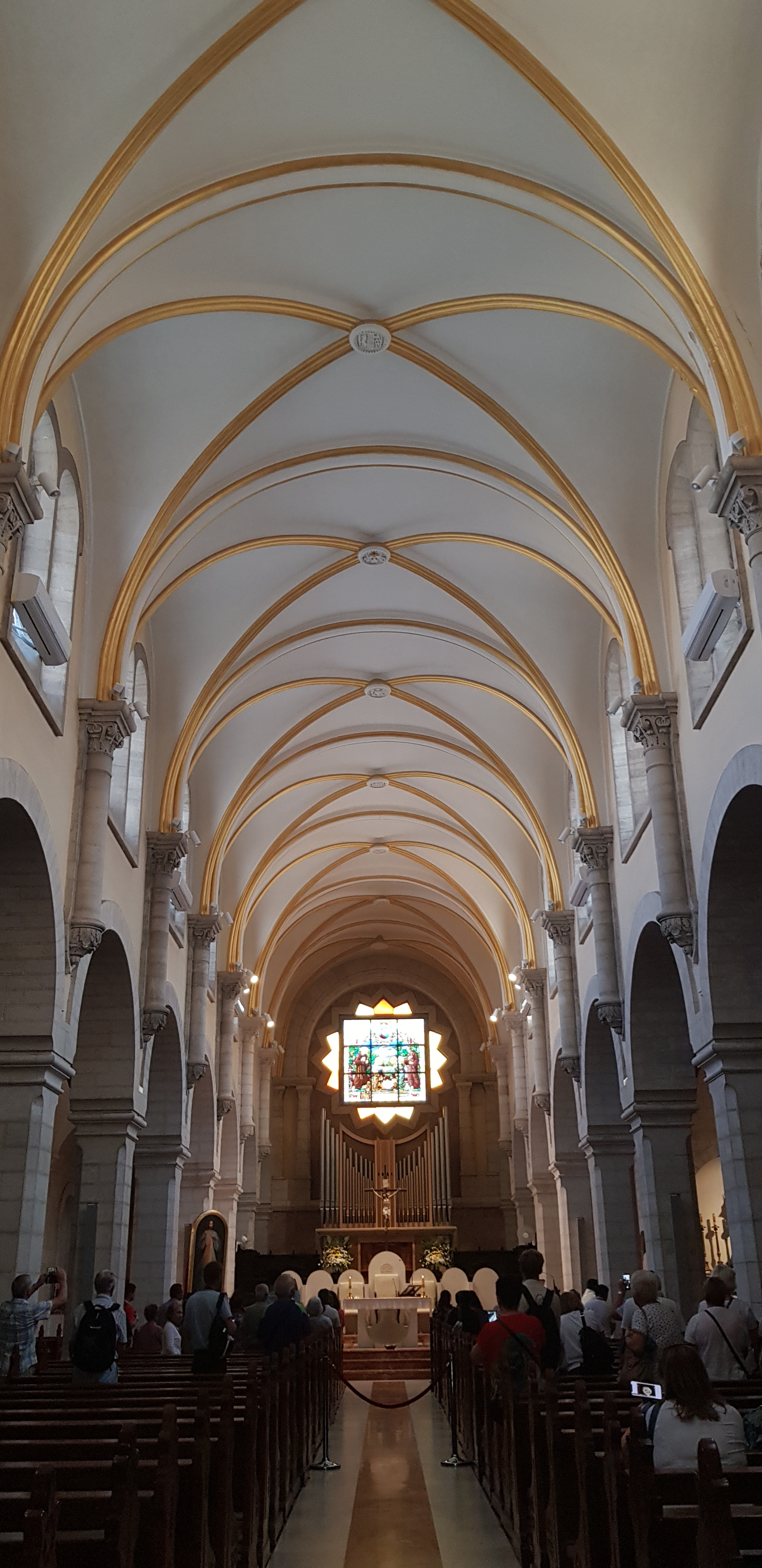
كنيسة القديسة كترينا

كنيسة القديسة كاترينا هي أحد كنائس مدينة بيت لحم في فلسطين. وتقع داخل ساحة كنيسة المهد بالقرب من المدخل الجانبي لهيكل الأرمن أو مباشرة من دير الفرنسيسكان، وهي من ممتلكات الكنيسة الرومانية الكاثوليكية في كنيسة المهد، وتديرها بطريركية القدس للاتين.
تقوم الكنيسة على بقايا دير القديس هيرونيموس القديم، ويتم الوصول إليها من خلال رواق قديم يعود إلى العصور الوسطى. وتمّ اكتشاف كنيسة صليبية مع رسومات للعذراء على الجانب الجنوبي للرواق.

## تاريخ الكنيسة
أقيمت الكنيسة عام 1882 على انقاض دير أوغستين الذي يعود للقرن الثاني عشر من قبل الآباء الفرنسيسكان. ثم عمّرها الفرنجة وأنشؤوا ديراً وكنيسة لهم باسم القديس أوغستين والتي تدمرت على مر السنين السنين.
وقد زارها إمبراطور النمسا فرنس يوزف عام 1880 مع الأماكن المقدسة في فلسطين، وأثناء زيارته لمدينة المهد تبرع بسخاء وكرم عظيمين حتى ظهرت الكنيسة بشكلها الحالي. 
كما قام الآباء الفرنسيسكان بترميم وتكبير هذه الكنيسة عام 2000 بمناسبة الألفية الثانية لميلاد السيد المسيح. وتم إعادة ترميمها مرة أخرى عام 2013م.

## بناء الكنيسة
يحتوي مبنى الكنيسة على ثلاثة أروقة ومذبحين، إحداهما مكرس للقديس فرنسيس والآخر للقديس أنطون، بالإضافة إلأى نوافذ زجاجية ملونة والتي رسمت عليها قصة الميلاد.
كما يحتوي المبنى على كنائس صغيرة وكهوف، بما فيها كنيسة القديس يوسف، وكنيسة الأبرياء، ومقامين للقديسة باولا وابنتها، وكهف القديس جيروم الذي عاش فيه في أواخر القرن الرابع ومطلع القرن الخامس، وعمل على ترجمة المخطوطات اليونانية والعبرية لجمع النسخة اللاتينية للكتاب المقدس.

## معرض صور

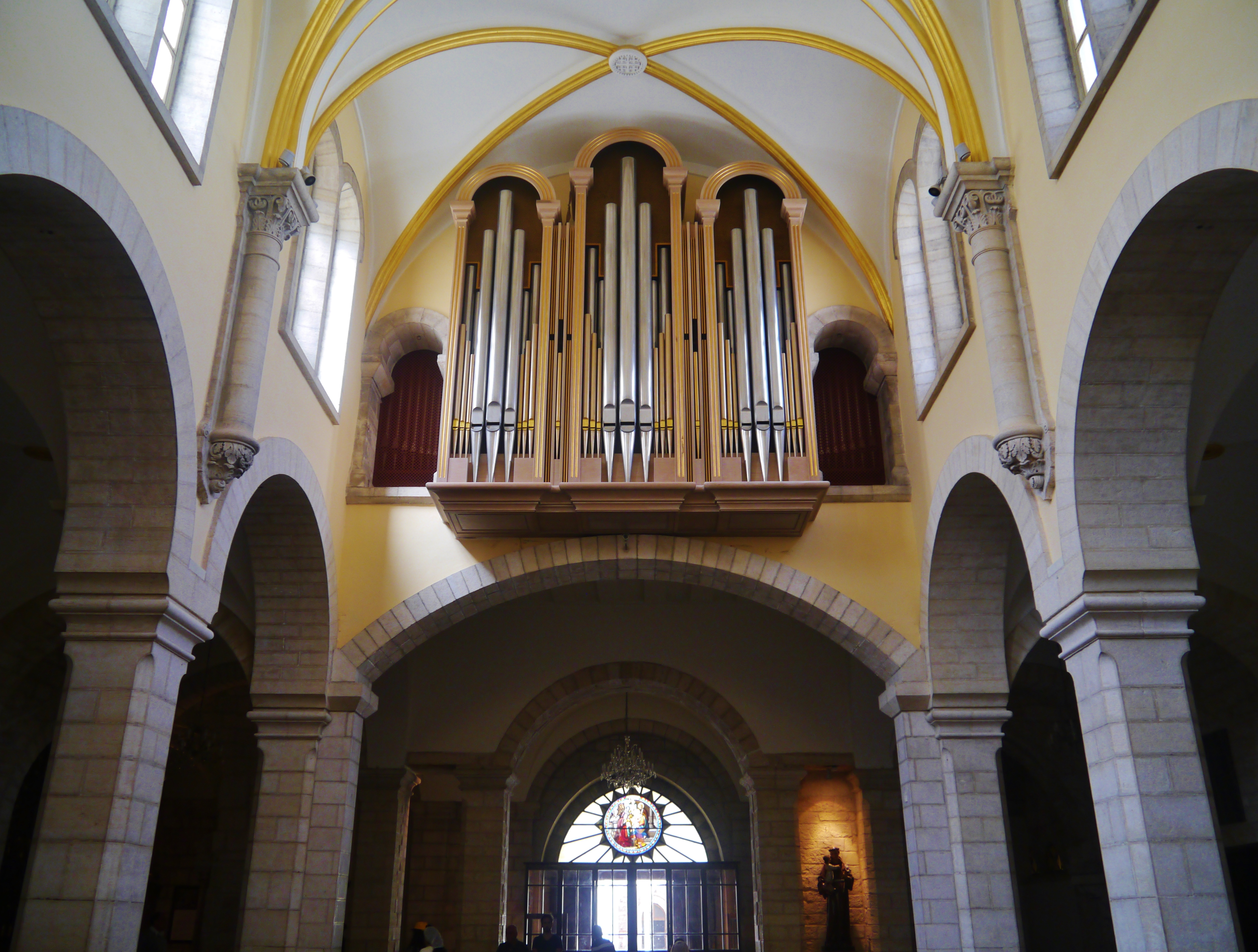
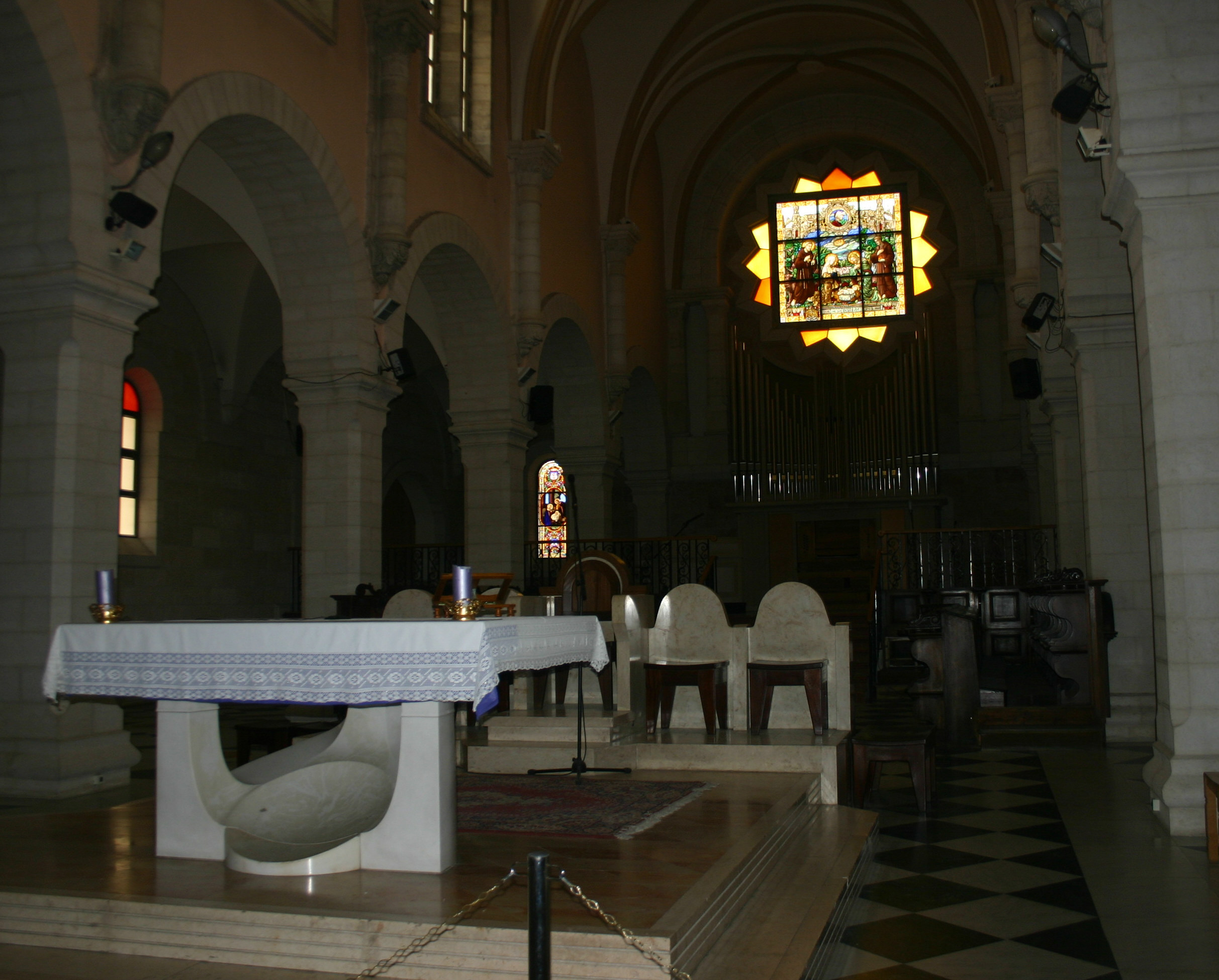
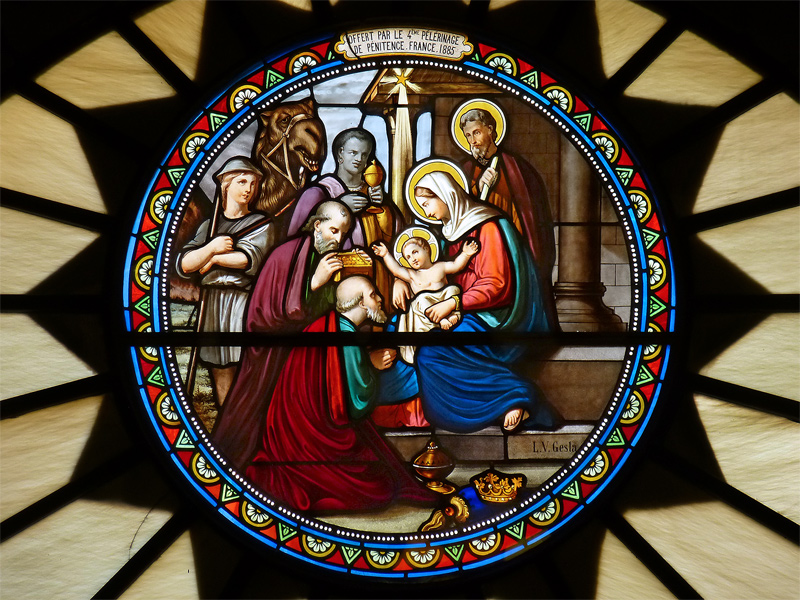
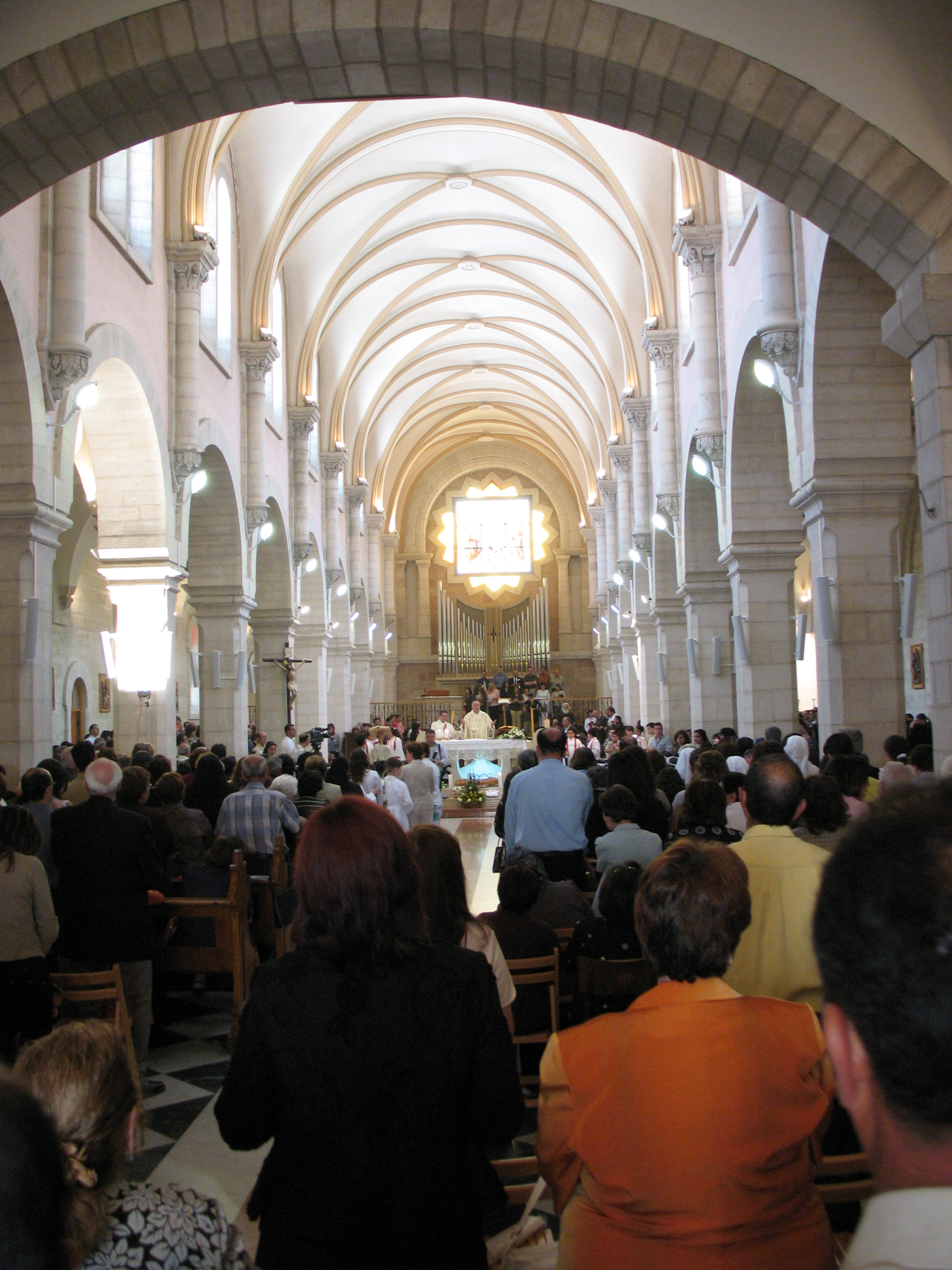
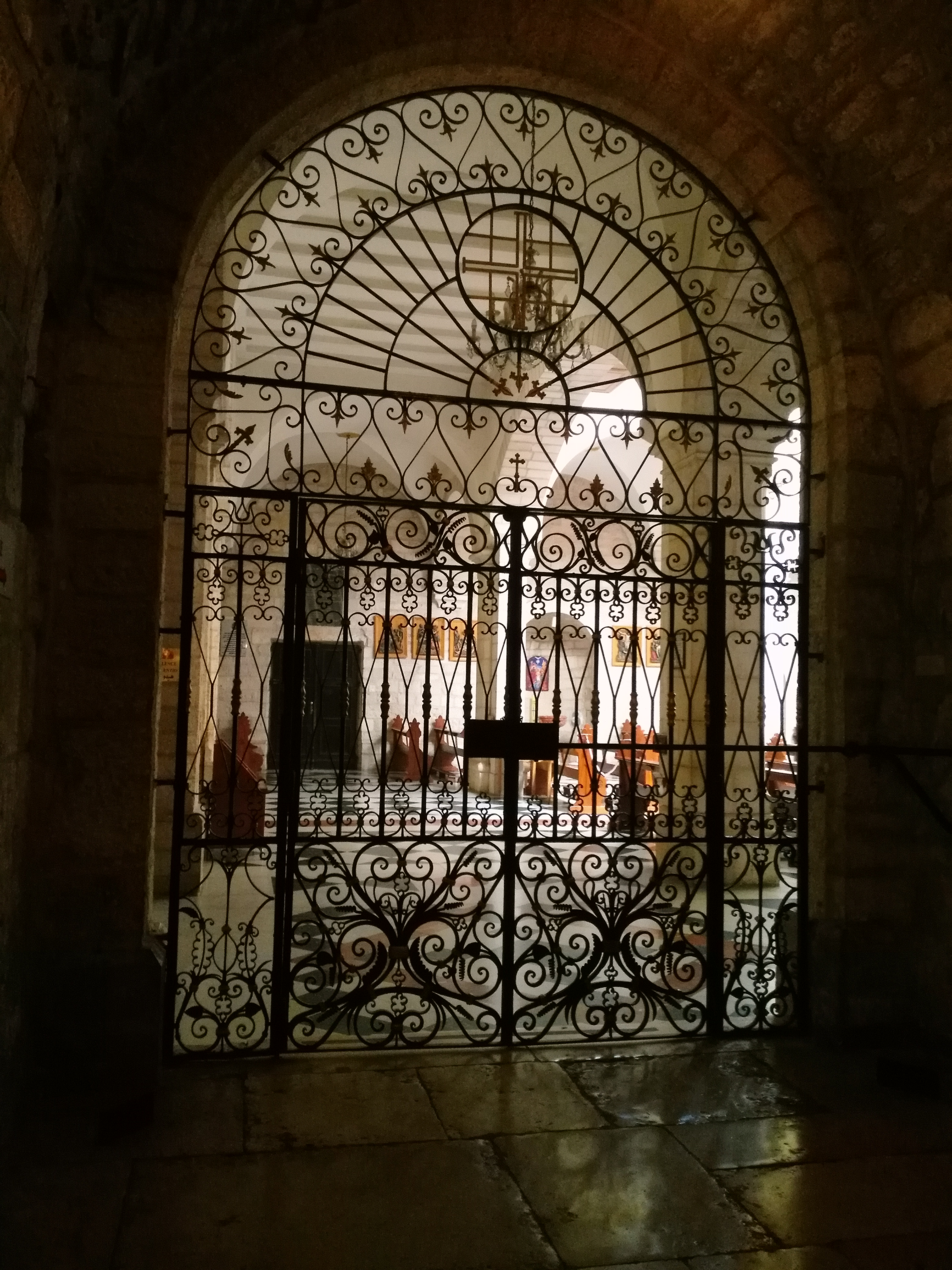
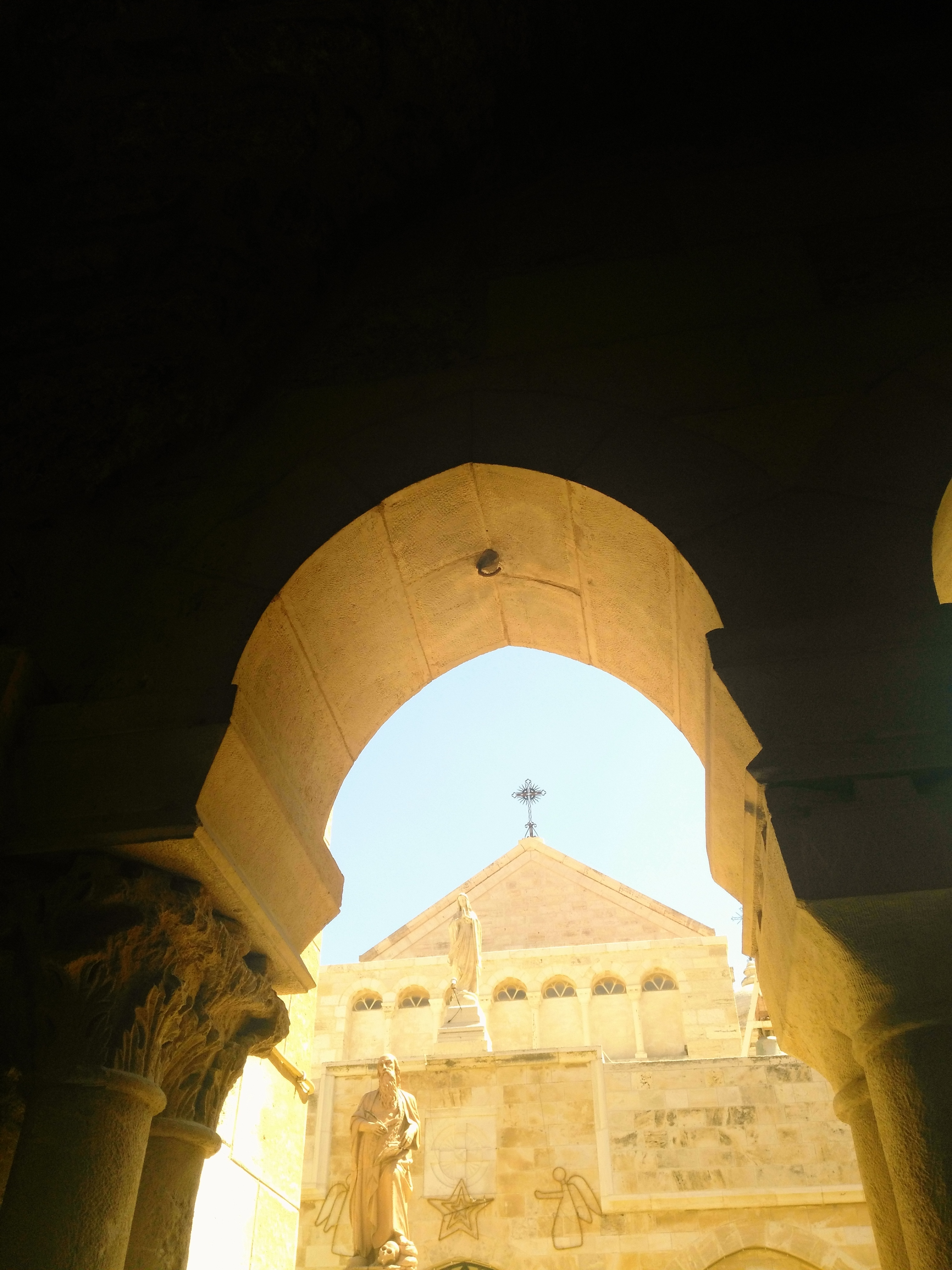
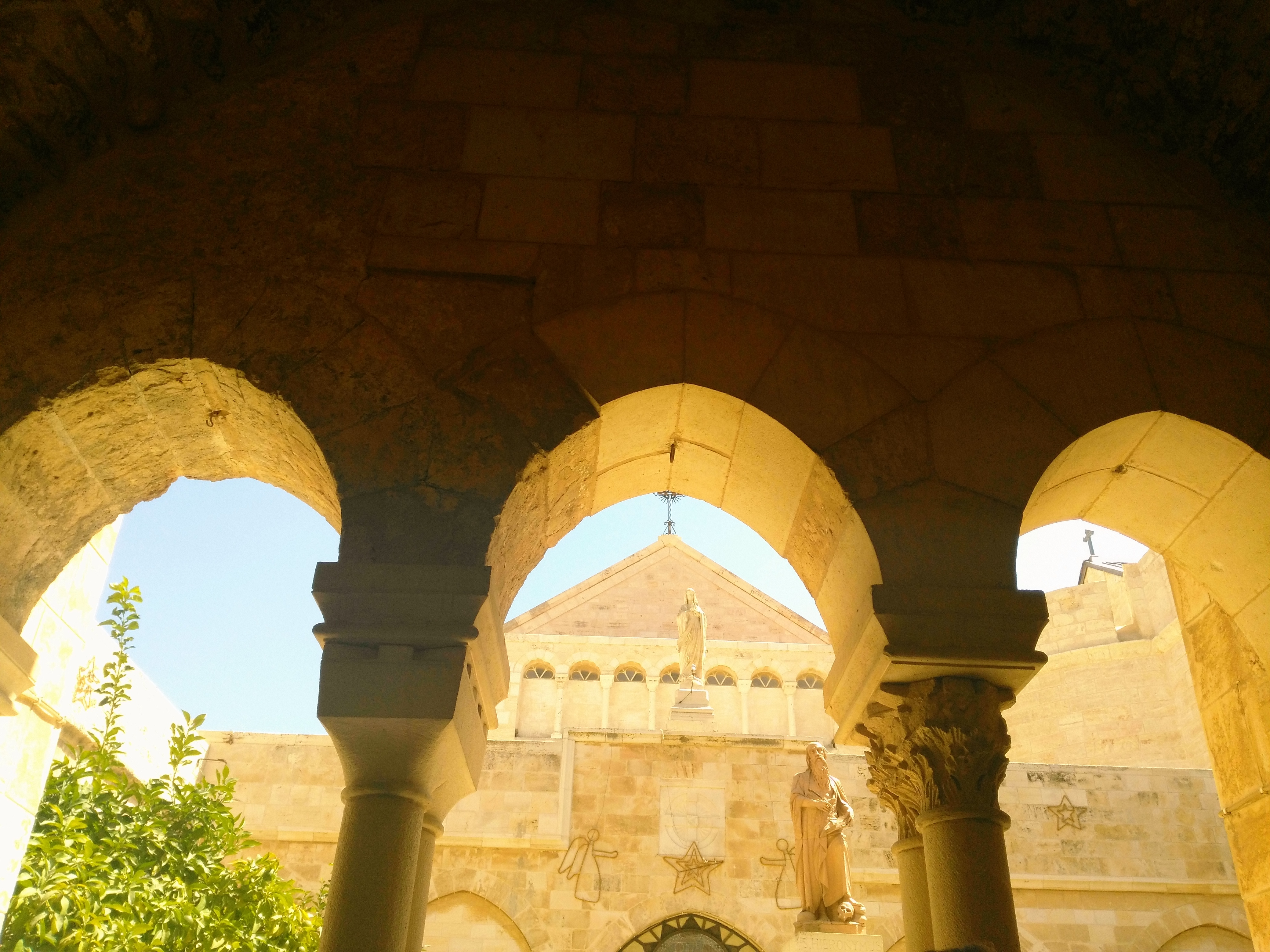
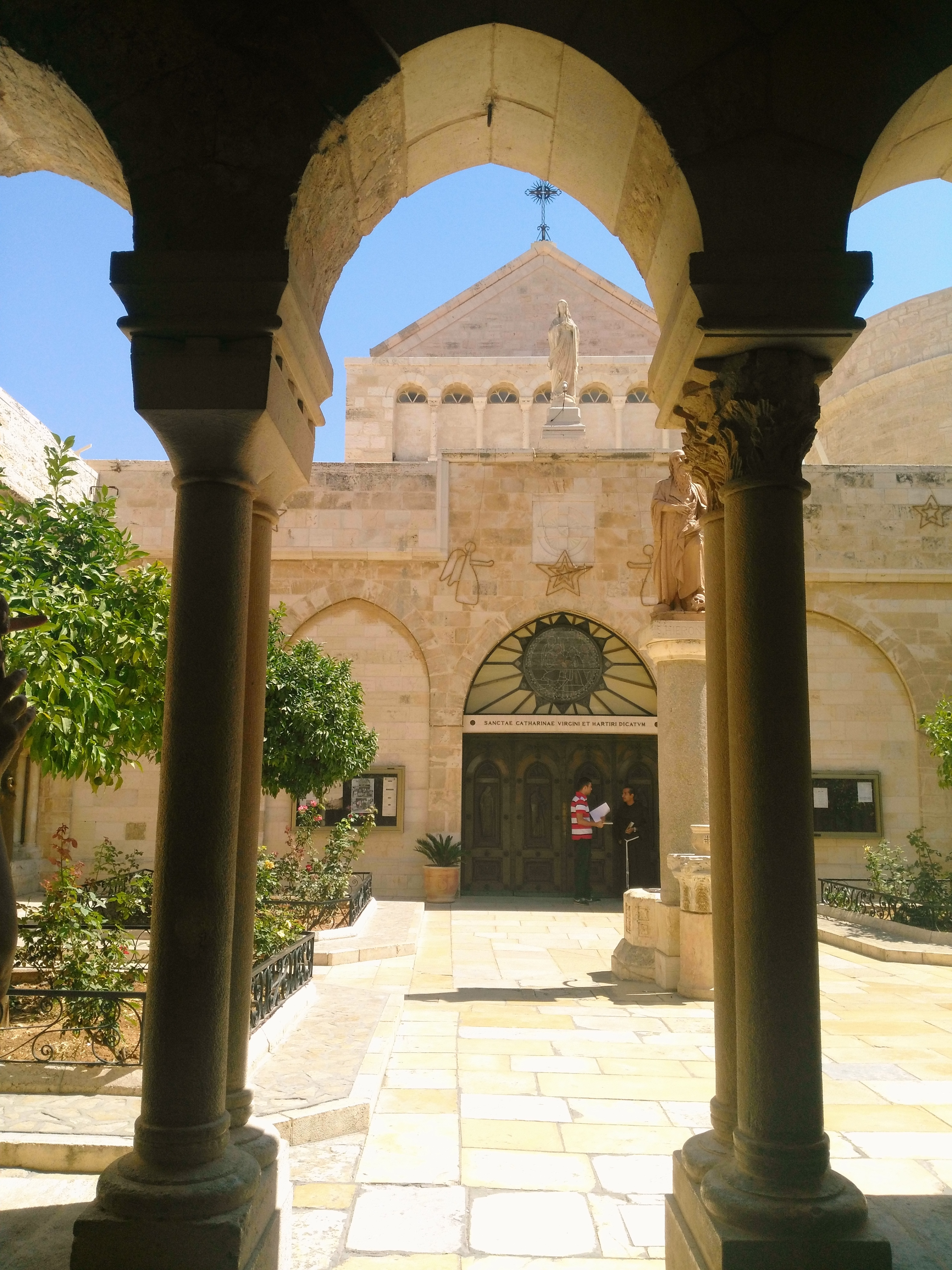
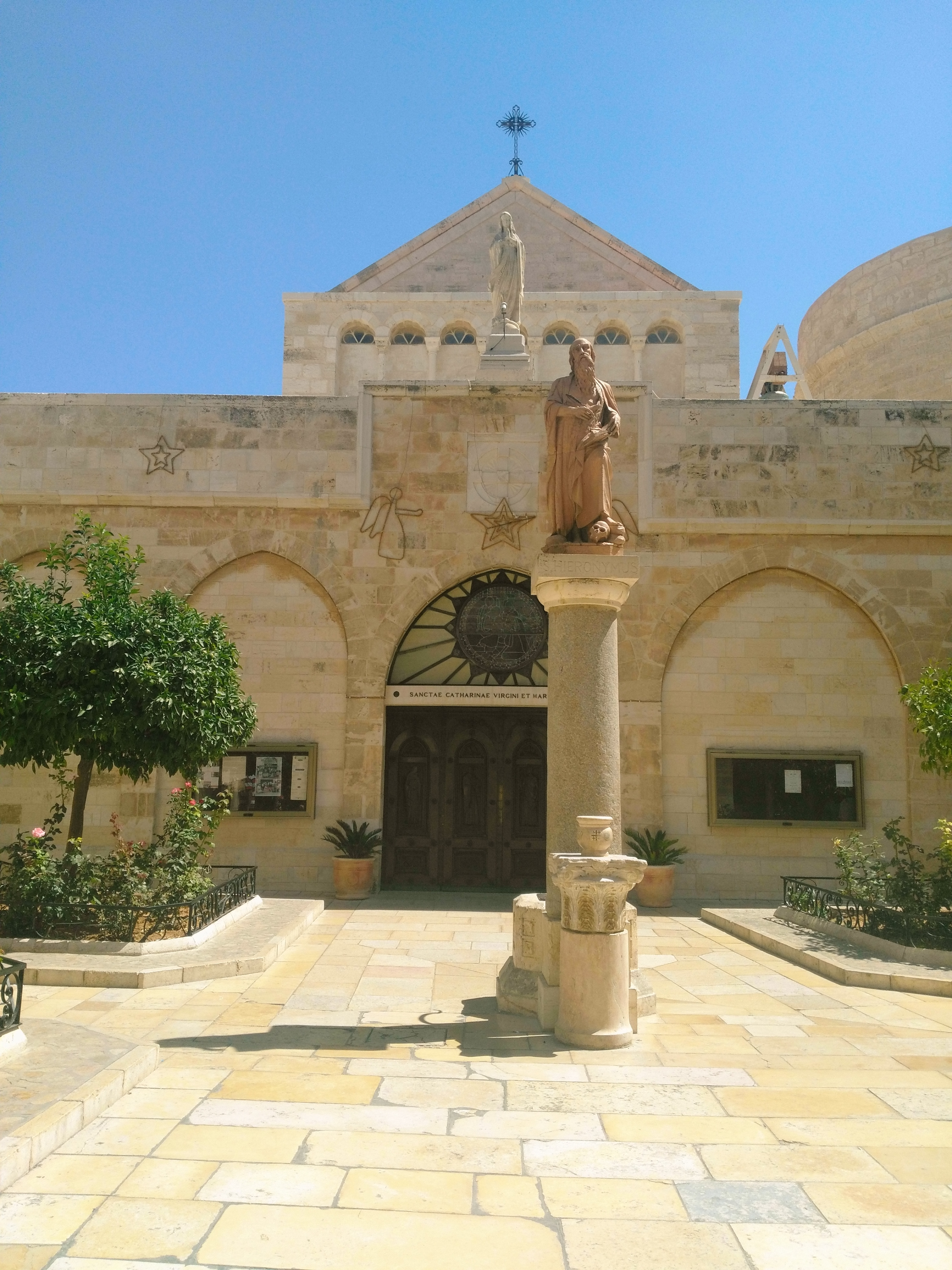
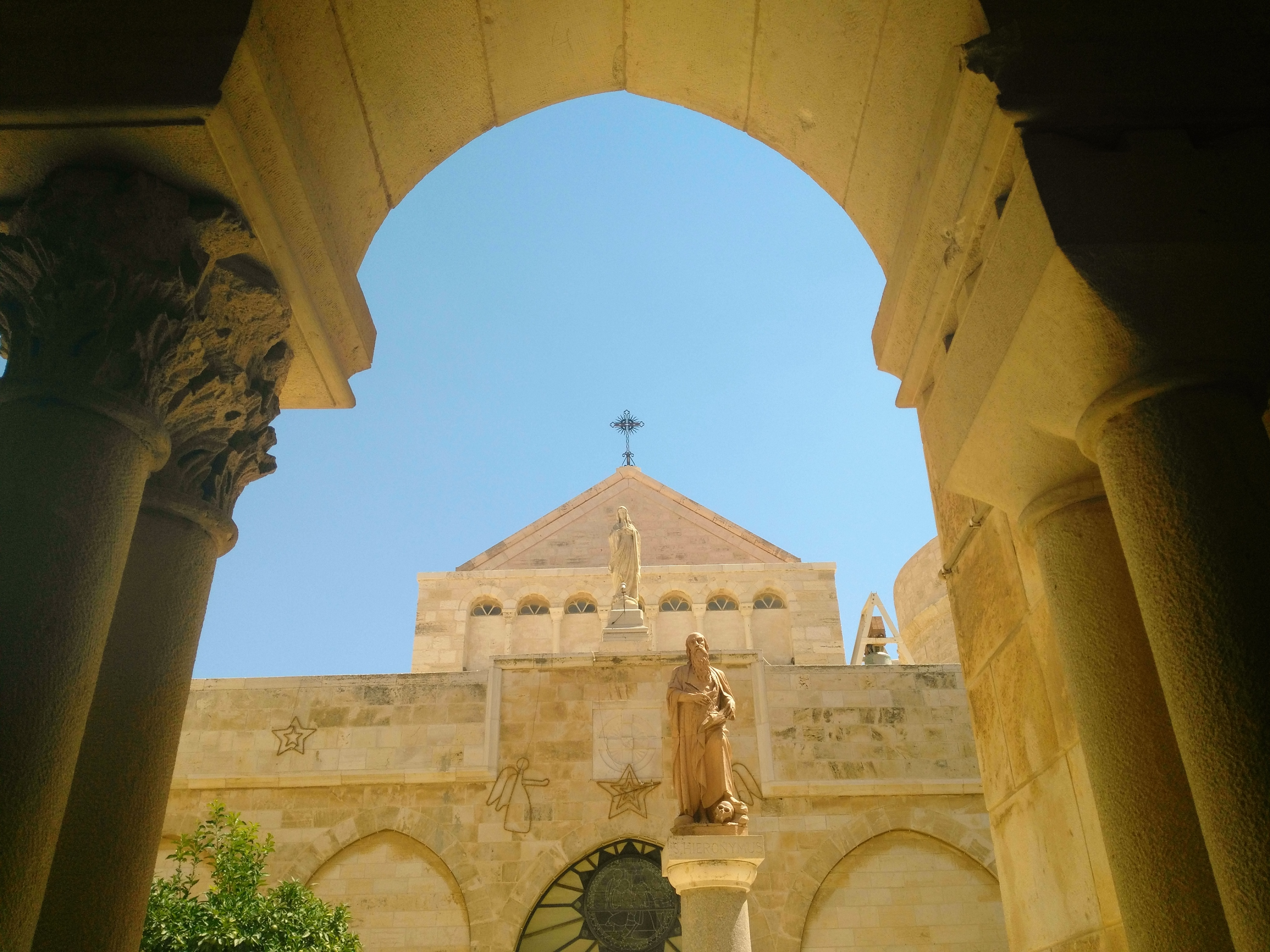
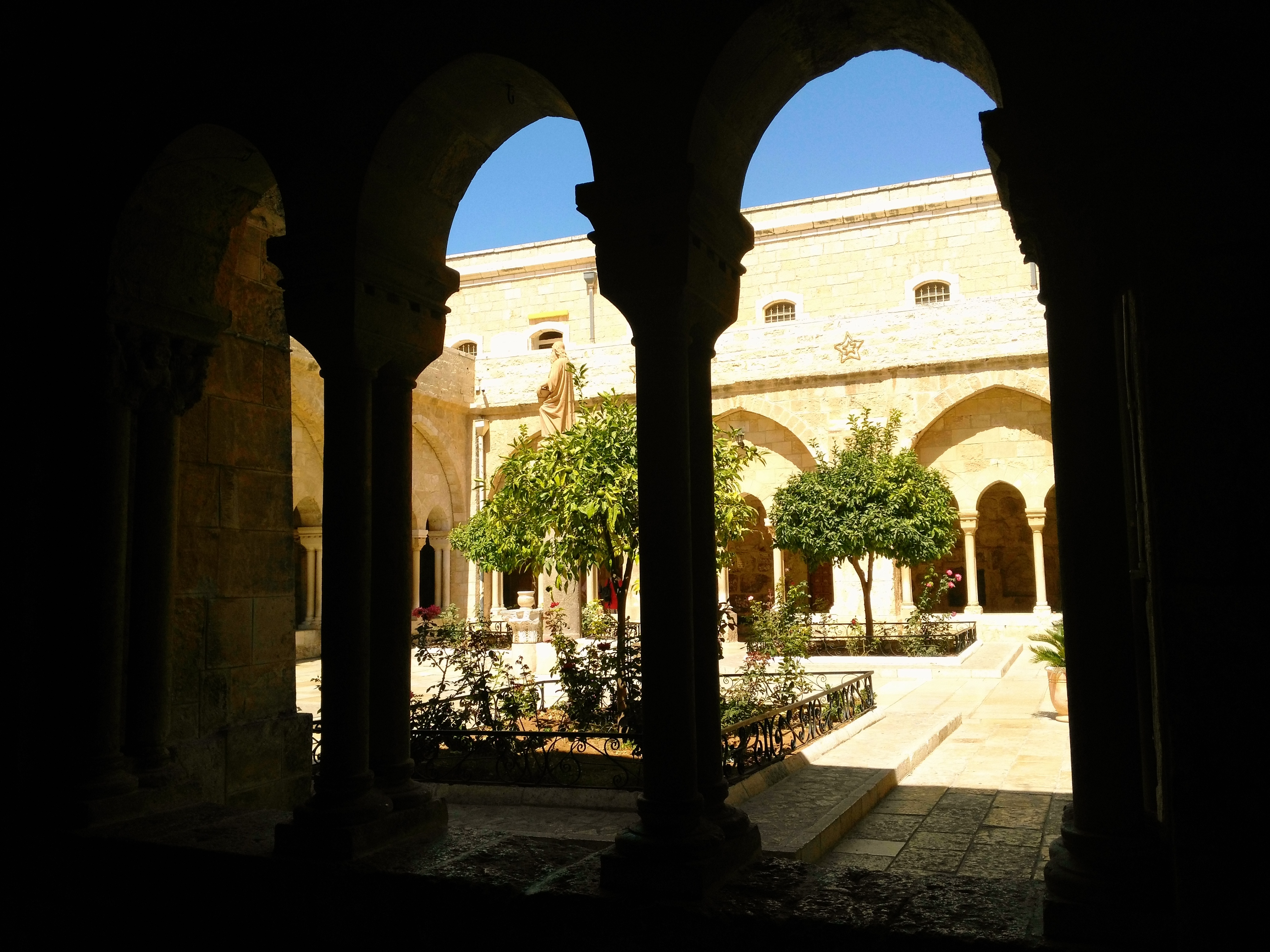
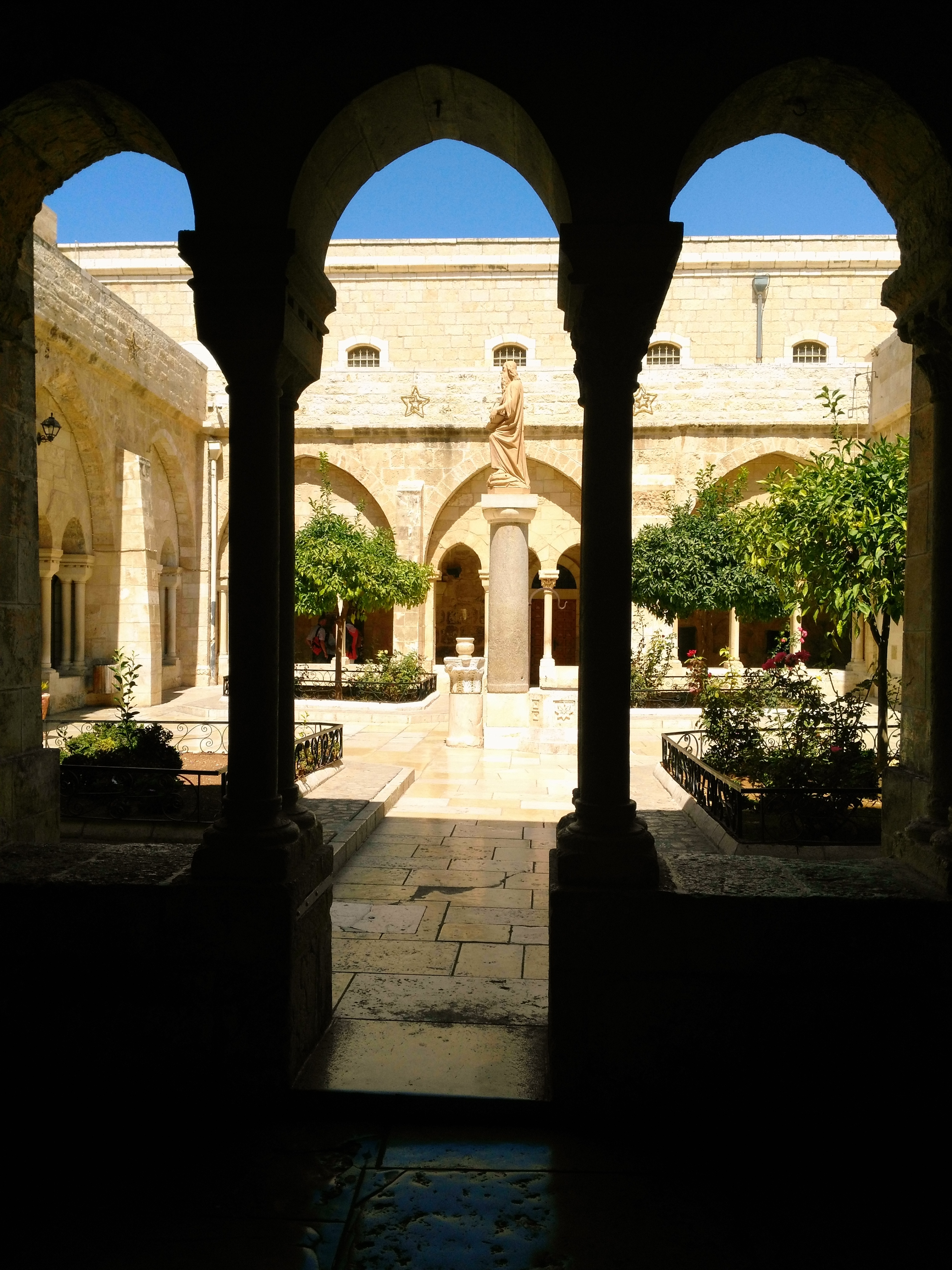
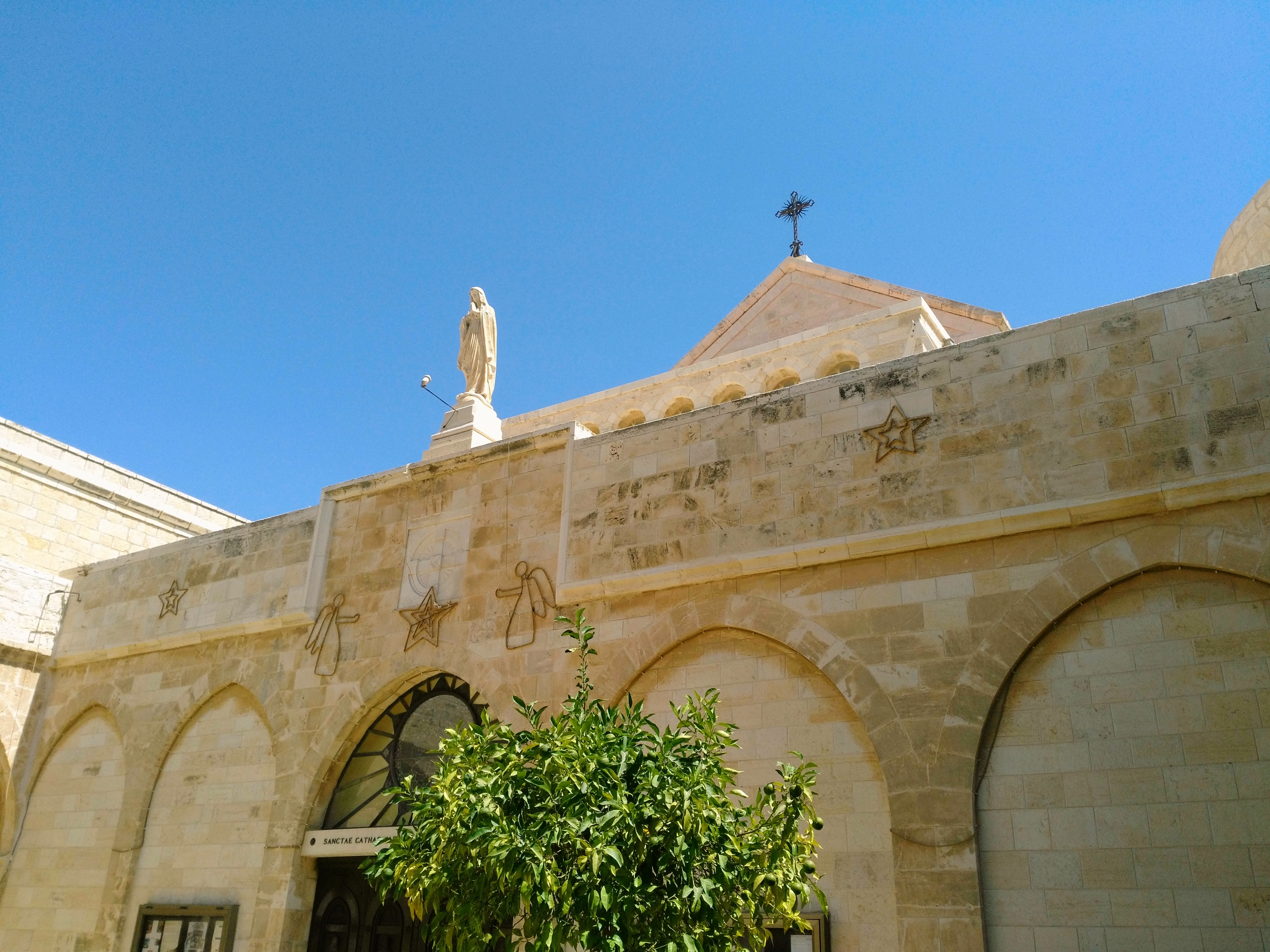
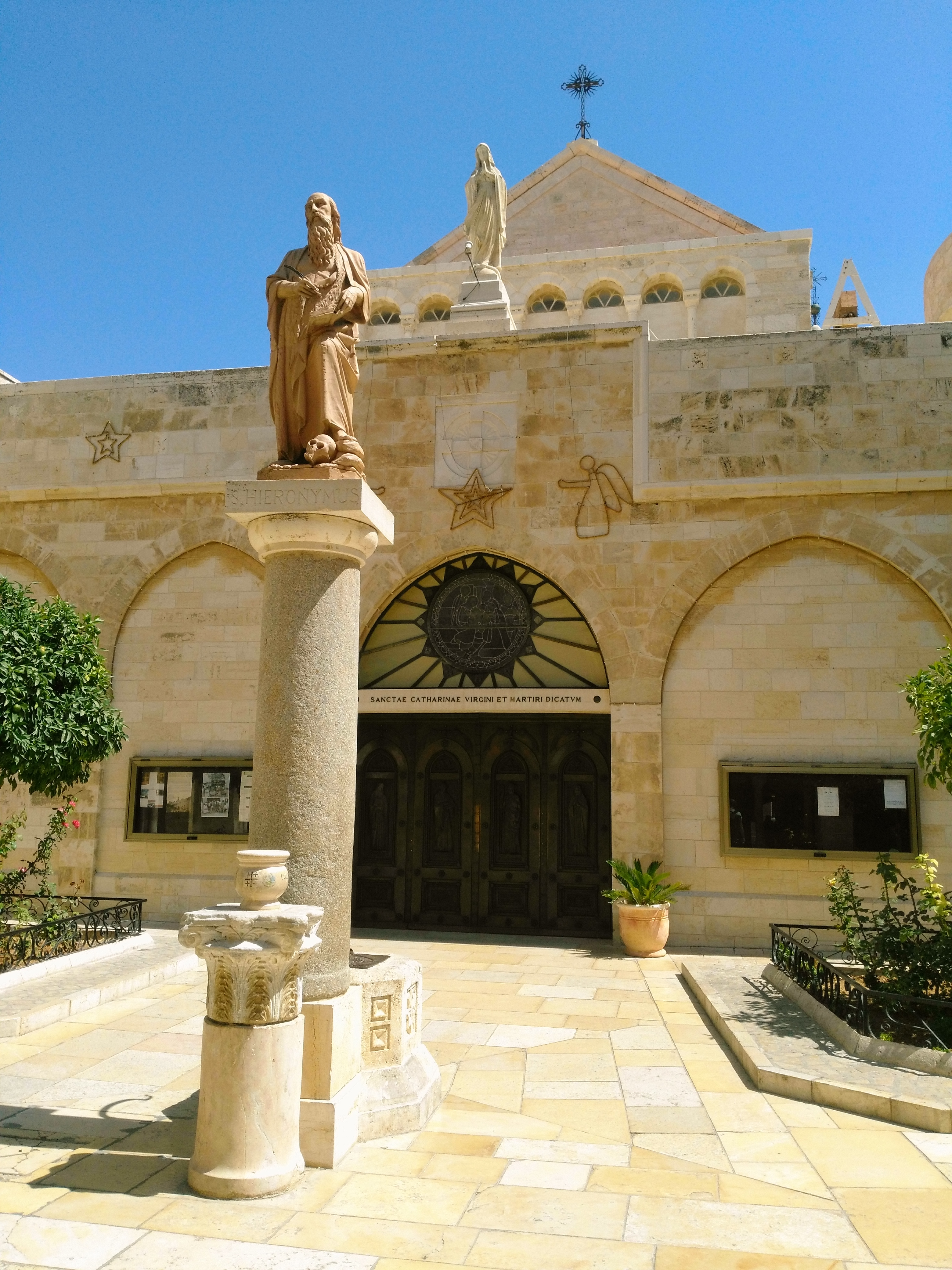